# Сосновое (Ровненская область)
Сосновое (укр. Соснове, пол. Ludwipol; до 1946 — Людвиполь) — посёлок, бывшее еврейское местечко, центр Сосновской поселковой общины Ровненского района Ровненской области Украины.

## Географическое положение
Находится около реки Случь.

## История

### Людвиполь
После третьего раздела Польши в 1795 году — в составе Ровенского уезда Волынской губернии Российской империи. В 1897 году среди 1428 жителей 1210 были иудеями.
В январе 1918 года в Людвиполе была установлена советская власть, однако уже 20 февраля поселение оккупировали австро-немецкие войска, которые оставались здесь до ноября 1918 года. В дальнейшем Людвиполь оказался в зоне боевых действий гражданской войны. После окончания советско-польской войны в соответствии с Рижским мирным договором 1921 года в 1921—1939 гг. находился в составе Костопольского повята Волынского воеводства Польши. В 1939 году Западная Украина была присоединена к СССР.
Между Первой и Второй мировыми войнами Людвиполь был столицей Людвипольской гмины в Костопольском уезде Волынского воеводства Польши, и его население было в основном евреями. Гмина Людвиполь состояла из деревень, колоний и хуторов, в большинстве случаев уже не существовавших; не осталось даже следов их имен.
В 1939 году население местечка составляло 2150 человек из которых евреев было около 2000, а второй по численности этнической группой были украинцы, а не русские. После пакта Молотова-Риббентропа, местечко вошло в составе УССР. Школа «Тарбут» более не учила на иврите, а перешла на идиш. Сюда стали переезжать беженцы-евреи из районов Польши, оккупированных нацистами.
Указом Президиума Верховного Совета УССР от 17 января 1940 года Людвипольская волость Волынского воеводства Польши была преобразована в Людвипольский район Ровненской области Украинской ССР.
После начала Великой Отечественной войны поселение с 29 июня 1941 до 10 января 1944 года находилось под немецкой оккупацией. 6 июля 1941 года в местечке прошел еврейский погром с грабежем и изнасилованиями.
13 октября 1941 года в Людвиполе было создано гетто, в котором проживало 1,5 тысячи человек, местных евреев и жителей из близлежащих деревень. 26 августа 1942 года СД из Ровно расстреляли около 1000 жителей гетто на берегу реки Случь. Около 300—400 человек удалось сбежать из посёлка перед расправой, но большинство из них вскоре были пойманы и убиты карателями. Выжившие укрылись в Березненском лесу при помощи поляков.
После атаки советских партизан 31 декабря 1942 года немецкий гарнизон покинул населённый пункт. Заброшенный посёлок на некоторое время стал местом дислокации отрядов УПА, убивших десяток местных поляков в марте 1943. Немцы вытеснили украинских националистов из Людвиполя в апреле, в результате карательной операции посёлок был полностью сожжён.
Местечко освободила Красная армия 10 января 1944 года. Сюда на недолгое время вернулись 72 еврея, но вскоре они все уехали в Израиль и другие страны.

### Сосновое
В 1946 году Указом Президиума ВС УССР село Людвиполь переименовано в Сосновое.
В 1957 году здесь действовали лесхоз, лесопильный завод, средняя школа, Дом культуры и две библиотеки. В 1959 году населённый пункт получил статус посёлка городского типа, после расформирования в 1962 году Сосновского района вошёл в состав Березновского района. В 1970-е годы основой экономики посёлка являлись лесозаготовки.
В январе 1989 года численность населения составляла 2213 человек. На 1 января 2013 года численность населения составляла 2033 человека.
В ходе административно-территориальной реформы в Украине, в 2020 году посёлок стал административным центром Сосновской поселковой общины Ровненского района.

### Память невинно убиенным жителям
Во времена независимой Украины депутат горсовета Острога Григорий Аршинов (1961—2020) добился установлению памятника на мете убийства тысячи евреев, и по требованию тех времен согласовал текст на памятнике с подполковником СБУ. На мемориале написано, что на этом месте покоятся «сыны Израиля, жители Людвиполя (Соснового), погибшие мученической смертью от рук нацистов в 1942 году». Мемориал расположен в лесу за Случью, недалеко от города. Из бюджета Украины не было потрачено средств, установку мемориала финансировала организация «Охалей Цадиким».
28 января 2024 года неизвестный разбил мемориальную доску, установленную в урочище «Папирня» евреям, жителям Соснового-Людвиполя, погибшим от рук нацистов. Разрушение памятника было снято на видео. Для документирования совершенного уголовного правонарушения прибыла следственно-оперативная группа ОП № 4 (Березное) Ровенского РУП. Следователи по факту осквернения и разрушения памятника, возведенного в память тех, кто боролся против нацизма в годы Второй мировой войны, внесли сведения в Единый реестр досудебных расследований по части 2 статьи 297 Уголовного кодекса Украины.

## Экономика
Лесхоз.

## Транспорт
Находится в 47 км от ближайшей железнодорожной станции Моквин Львовской железной дороги.